# 瓦塔科查湖 (瓦伊利艾區)
10°47′1″S 76°35′39″W / 10.78361°S 76.59417°W
瓦塔科查湖（Wat'aqucha），是秘魯的湖泊，位於該國中部帕斯科大區，由帕斯科省的瓦伊利艾區負責管轄，該湖泊處於阿庫科查湖以西地區。